# Andrea Guarneri (politico)
Andrea Guarneri (Palermo, 15 maggio 1826 – Palermo, 5 ottobre 1914) è stato un politico italiano senatore del Regno d'Italia dalla XIII legislatura per essere stato nel giugno 1860 ministro in Sicilia durante la dittatura di Garibaldi.